# Brahima Ouattara
Brahima Ouattara (Koko, 2002. november 23. –) elefántcsontparti korosztályos válogatott labdarúgó, a svájci Neuchâtel Xamax középpályása.

## Pályafutása

### Klubcsapatokban
Ouattara az elefántcsontparti Kokoban született. 
2018-ban mutatkozott be az RC Abidjan felnőtt csapatában. 2021 januárjában a francia első osztályban szereplő Nice csapatához szerződött. 2021. február 2-án 1½ éves kölcsönszerződést kötött a svájci Lausanne-Sport együttesével. Ouattara 2020. február 7-én, a Young Boys ellen 4–2-re elvesztett mérkőzés 40. percében Pedro Brazão cseréjeként debütált és egyben megszerezte első gólját is.
2022. augusztus 24-én a svájci másodosztályban érdekelt Neuchâtel Xamaxhoz igazolt.

### A válogatottban
2020-ban részt vett az elefántcsontparti U20-as válogatottal a 2021-es U20-as Afrikai Nemzetek Kupája selejtezőjén, ahol összesen 4 mérkőzésen lépett pályára és két gólt szerzett.

## Statisztika
2022. november 25. szerint.
| Klub                        | Szezon   | Bajnokság              | Bajnokság | Bajnokság | Kupa  | Kupa  | Nemzetközi | Nemzetközi | Összesen | Összesen |
| Klub                        | Szezon   | Bajnokság              | Mérk.     | Gólok     | Mérk. | Gólok | Mérk.      | Gólok      | Mérk.    | Gólok    |
| --------------------------- | -------- | ---------------------- | --------- | --------- | ----- | ----- | ---------- | ---------- | -------- | -------- |
| Lausanne-Sport (kölcsönben) | 2020–21  | Swiss Super League     | 6         | 1         | 0     | 0     | —          | —          | 6        | 1        |
| Lausanne-Sport (kölcsönben) | 2021–22  | Swiss Super League     | 31        | 4         | 3     | 0     | —          | —          | 34       | 4        |
| Lausanne-Sport (kölcsönben) | Összesen | Összesen               | 37        | 5         | 3     | 0     | 0          | 0          | 40       | 5        |
| Neuchâtel Xamax             | 2022–23  | Swiss Challenge League | 11        | 3         | 1     | 0     | —          | —          | 12       | 3        |
| Összesen                    | Összesen | Összesen               | 48        | 8         | 4     | 0     | 0          | 0          | 52       | 8        |